# .tz
.tz es el dominio de nivel superior geográfico (ccTLD) para Tanzania.